# Заозјорск
Заозјорск (рус. Заозёрск) град је на крајњем северозападу европског дела Руске Федерације. Налази се на крајњем северу Мурманске области и има статус затвореног војничког града. Затворени градски округ града Заозјорни обухвата територију површине 516 км2 и у његовом саставу се налазе још 4 војне базе.
Званичан статус града има од 1981. године. Према проценама националне статистичке службе за 2017. у граду је живело 10.019 становника.

## Географија
Град Заозјорск налази се у северном делу Мурманске области смештен на око 3 километра јужније од Западноличког фјорда (залива Баренцовог мора). Централни део града лежи на надморској висини од 56 метара.
Град је повезан железницом са Мурманском, а такође постоји друмска веза са Мурманском, Видјајевом, Гаџијевом и Печенгом.

## Историја
Недалеко од савременог насеља, на ушћу реке Западне Лице налазило се лапонско село истог имена које се у писаним изворима помиње 1833. године. Село је расељено након Зимског рата 1940. године. Градња савременог насеља започела је током 1958. године и оно је требало да послужи као база флотили нуклеарних подморница. Локална кољска власт у јануару 1963. новооснованом насељу даје име Заозјорни (рус. Заозерный). Због важности насеља у поштанском саобраћају оно се од јануара 1972. до септембра 1981. означавало кодним именом Североморск-7 (од октобра 1981. до 1994. означавано је као Мурманск-150). Садашње име града усвојено је указом Председништва Врховног совјета Руске СФСР од 14. септембра 1981. године, а истим указом цело подручје је проглашено затвореном административно-територијалном јединицом.

## Становништво
Према подацима са пописа становништва 2010. у граду је живело 11.199 становника, док је према проценама националне статистичке службе за 2017. град имао 10.019 становника.
| 1996.  | 2002.  | 2010.  | 2015. | 2017.  |
| ------ | ------ | ------ | ----- | ------ |
| 19.300 | 12.687 | 11.199 | 9.864 | 10.019 |

По броју становника град Североморск се почетком 2017. налазио на 935. месту од 1.112 званичних градова Русије.